# Live at Last
Live at Last este un album live al trupei Black Sabbath. În ciuda popularității sale, a fost lansat fără permisiunea și știința formației, fiind considerat de multe ori ca fiind "neoficial". Cu toate acestea lansarea albumului a fost legală. Albumul a fost inclus printre materialele Sabbath reeditate pe CD în Europa de Castle Communications în 1986.

## Tracklist
1. "Tomorrow's Dream" (3:04)
2. "Sweet Leaf" (5:27)
3. "Killing Yourself to Live" (5:29)
4. "Cornucopia" (3:57)
5. "Snowblind" (4:47)
6. "Embryo/Children of The Grave" (4:32)
7. "War Pigs" (7:38)
8. "Wicked World" (18:59)
9. "Paranoid" (3:10)

## Componență
- Ozzy Osbourne - voce
- Tony Iommi - chitară
- Geezer Butler - chitară bas
- Bill Ward - tobe